# Rádio Comercial
Rádio Comercial es una cadena de radio de Portugal especializada en música. Pertenece a Bauer Media Group y es la radio con más audiencia de su país.

## Historia
Los orígenes de esta cadena se remontan a Rádio Clube Português, una de las primeras emisoras de radio que existieron en Portugal. RCP se fundó en 1930 y existió como tal hasta 1975, cuando estalló la Revolución de los Claveles y fue nacionalizada junto a la mayoría de medios de comunicación privados. La cadena quedó integrada en Radiodifusão Portuguesa (RDP), el ente público de radio.
En marzo de 1979, el gobierno portugués autorizó la creación de una emisora de radio comercial en las frecuencias de la antigua Rádio Clube, que pasó a llamarse RDP-Rádio Comercial. La nueva emisora adoptó esa marca porque era la única de RDP que podía emitir publicidad, y quedó bajo administración pública hasta su privatización en 1993.
Ya bajo la marca Rádio Comercial, el diario Correio da Manhã se hizo con todas las frecuencias y mantuvo la programación habitual. En 1997 fue traspasada al grupo Sociedade de Comunicação Independente (SOCI), que la relanzó con una programación especializada en música rock. Tres años después, Media Capital absorbió a SOCI y se convirtió en el propietario de la red de emisoras. 
En la década del 2000, Rádio Comercial se especializó en música pop-rock para competir con RFM, por aquel entonces la emisora más escuchada de Portugal. La cadena logró convertirse en líder de audiencia con una radiofórmula de música comercial, mientras que otras cadenas de Media Capital como Cidade FM (música urbana) y M80 Radio (clásicos) adoptaron una programación alternativa. 
En 2022, Bauer Media Group se convirtió en el dueño de Rádio Comercial tras adquirir todas las cadenas de Media Capital por 69 millones de euros.

## Frecuencias
Rádio Comercial emite en FM Estéreo. Abajo se encuentran las frecuencias y su respectiva potencia en kilovatios:
- 88,1 MHz - Fóia (Monchique) → 10 kW;
- 88,7 MHz - Lamego (distrito de Viseu) → 5 kW;
- 88,9 MHz - Minhéu (Vila Real) → 10 kW;
- 89,0 MHz - Leiría - Maunça → 1 kW;
- 89,3 MHz - Esposende (distrito de Braga) → 0,4 kW ;
- 90,8 MHz - Sierra de Lousã - Alto de Trevim (Coímbra) → 44 kW ;
- 91,9 MHz - Sierra de Bornes (Braganza) → 10 kW;
- 92,0 MHz - Sierra del Mendro (Beja) - señal para los distritos de Beja y Évora y suroeste del distrito de Portalegre → 50 kW;
- 92,2 MHz - Aveiro - Oliveirinha → 0,2 kW;
- 93,9 MHz - Braganza - Samil → 10 kW;
- 94,3 MHz - Viseu → 0,5 kW;
- 95,8 MHz - Mértola (distrito de Beja) → 0,4 kW;
- 96,1 MHz - Faro/São Miguel - Goldra → 10 kW;
- 96,1 MHz - Guarda/P. Vento → 10 kW;
- 96,8 MHz - Grândola → 10 kW;
- 97,4 MHz - Lisboa (Parque forestal de Monsanto) → 44 kW;
- 97,7 MHz - Oporto (Monte da Virgem) → 44 kW;
- 98,2 MHz - Fundão, Sierra de Garduña → 10 kW;
- 98,5 MHz - Sintra → 0,3 kW;
- 98,9 MHz - Portalegre - Sierra de la Marada Alta → 10 kW;
- 99,0 MHz - Valença do Minho - Monte do Faro → 10 kW;
- 99,2 MHz - Braga - Sameiro → 5 kW;
- 99,8 MHz - Sierra de Montejunto → 10 kW;
- 103,1MHz - Vouzela - Pico da Pena → 0,2 kW.

- 25 UHF - Andorra → TDT'.[4]